# Ejinhoro-Banner
Das Ejinhoro-Banner (chinesisch 伊金霍洛旗, Pinyin Yījīnhuòluò Qí; mongolisch ᠡᠵᠢᠨ ᠬᠣᠷᠣᠭ᠎ᠠ ᠬᠣᠰᠢᠭᠤ, Ejin Qoroɣ-a qosiɣu) ist ein Banner der bezirksfreien Stadt Ordos im Südwesten des Autonomen Gebietes Innere Mongolei im mittleren Norden der Volksrepublik China. Es hat eine Fläche von 5600 km² und zählte per September 2018 261.709 Einwohner. Sein Hauptort ist die Großgemeinde Altan Xire (阿勒腾席热镇).

## Geographie und Klima
Der Osten des Ejinhoro-Banners liegt auf dem Löss-Plateau, der Mittelteil auf dem Ordos-Plateau, während der Westteil in der Mu-Us-Wüste liegt. Ejinhoro liegt in Höhen zwischen 1070 und 1556 Metern über dem Meeresspiegel. Ejinhoro hat ein trockenes Steppen- bis Wüstenklima. Es verfügt über die drittgrößten Kohlevorkommen Chinas, jährlich werden etwa 200 Millionen Tonnen Kohle abgebaut, Vorkommen von 56 Milliarden Tonnen sind bekannt.

## Bevölkerung
Per Ende September 2018 betrug die Gesamtbevölkerung des Ejinhoro-Banners 261.709 Einwohner, gegenüber dem Vorjahr war sie um 3137 Personen gewachsen. Die Bevölkerung bestand zu mehr als 93 % aus Han-Chinesen, nationale Minderheiten machten knapp 7 % der Bevölkerung aus. Die registrierte Bevölkerung lag bei etwa 176.000 Menschen.
Die Volkszählung des Jahres 2000 hatte eine Gesamtbevölkerung von 147.739 Personen in 46.488 Haushalten ergeben, davon 80.820 Männer und 66.919 Frauen, damals war der Stadtbezirk Kangbashi jedoch noch nicht abgespalten.

## Administrative Gliederung
Per Ende 2018 war das Ejinhoro-Banner auf Gemeindeebene in sieben Großgemeinden gegliedert: Altan Xire (阿勒腾席热镇), Dsasag (札萨克镇), Ulan Mulun (乌兰木伦镇), Nalintaohai, (纳林陶亥镇), Subu'erga (苏布尔嘎镇), Hongqinghe (红庆河镇), Ejinhoro (伊金霍洛镇). Darüber hinaus existierten zwei Logistikzonen und drei Industriegebiete auf Gemeindeebene.
Auf Dorfebene sind obenstehende Verwaltungseinheiten in 138 Dörfer und 18 Einwohnergemeinschaften unterteilt.